# Денисенко, Василий Михайлович
Васи́лий Миха́йлович Денисе́нко (1895, Кривой Рог, Херсонская губерния — 28 августа 1944, Харьков) — советский государственный и партийный деятель. Член Центральной ревизионной комиссии ВКП(б) (1939—1941).

## Биография
Родился в 1895 году в местечке Кривой Рог Херсонской губернии в семье рабочего.
Окончил земскую школу в селе Сергеевка Верхнеднепровского уезда Екатеринославской губернии. С апреля 1907 по июнь 1910 года — молотобоец, с июня 1910 по июнь 1912 года — кузнец мастерской в экономии помещика Харина. С июня 1912 по июль 1915 года — кузнец на руднике Русско-бельгийского металлургического общества в селе Весёлые Терны Верхнеднепровского уезда.
В 1915—1918 годах служил в царской армии.
В 1918—1920 годах — председатель правления сельскохозяйственной коммуны и председатель сельского революционного комитета (Херсонская губерния).
Начиная с 1924 года занимал должности:
- 1924—1925 — председатель Правления сельскохозяйственного кредитного товарищества (Криворожский район);
- 1928—1931 — народный судья Софиевского района (Украинская ССР);
- 1931—1932 — заведующий культурно-пропагандистским отделом Софиевского райкома КП(б) Украины;
- 1932—1935 — заведующий культурно-пропагандистским отделом, заместитель секретаря Солонянского райкома КП(б) Украины (Днепропетровская область);
- 1935—1936 — заместитель директора Ново-Московской МТС по политической части (Днепропетровская область);
- 1936—1937 — директор Пришибской МТС (Днепропетровская область);
- 1937—1938 — 1-й секретарь Михайловского райкома КП(б) Украины (Днепропетровская область);
- 1938 — 2.1939 — ответственный организатор отдела руководящих партийных органов ЦК ВКП(б);
- 14.2.1939 — 8.9.1940 — 1-й секретарь Смоленского обкома ВКП(б).

Член ВКП(б) с 1927 года. На 18 съезде ВКП(б) (март 1939) избран членом Центральной ревизионной комиссии. 20 февраля 1941 года, постановлением XVIII конференции, выведен из состава Центральной ревизионной комиссии.
С 1940 года — слушатель Высшей школы партийных организаторов при ЦК ВКП(б), которую окончил в 1941 году. После начала войны отправлен на фронт в звании полковника.
Умер 28 августа 1944 года от рака в полевом запасном госпитале № 384.

## Семья
- Жена — Екатерина Елисеевна;
- дочь Лидия (муж — Амосов, Николай Михайлович);
- дочь Раиса;
- сын Николай.